# Kvitholmen fyr
Kvitholmen fyr ist ein Leuchtfeuer an der westnorwegischen Küste in der Gemeinde Hustadvika im Fylke Møre og Romsdal.
Der 12 m hohe Natursteinturm des Leuchtfeuers liegt auf einer Schäre in der Hustadvika. Zur Leuchtfeuerstation gehören ein Maschinenhaus, Wohn- und Wirtschaftsgebäude sowie ein Bootshaus mit Anlegestelle. Das umliegende Land wurde früher landwirtschaftlich genutzt.
Kvitholmen fyr steht unter Denkmalschutz und liegt in einem Vogelschutzgebiet.